# Gerasimos Voltyrakīs
Gerasimos Voltyrakīs, detto Makis (in greco Γεράσιμος Βολτυράκης?; Atene, 14 maggio 1968), è un allenatore di pallanuoto ed ex pallanuotista greco. medaglia d'argento in Coppa del Mondo 1997. Con l'Ethnikos ha vinto un campionato e due Coppe di Grecia, mentre con l'Olympiakos una Coppa dei Campioni, sette campionati, sei coppe nazionali e due Supercoppe di Grecia. Da allenatore alla guida dell'Ethnikos ha vinto un campionato e una coppa di Grecia, mentre con il Panionis ha conquistato tre coppe nazionale ed ha disputato due finali di Coppa LEN.